# Velika nagrada Bahrajna 2021
Velika nagrada Bahrajna 2021 je prva dirka Svetovnega prvenstva Formule 1 v sezoni 2021. Odvijala se je 28. marca 2021 na dirkališču Bahrain International Circuit pri Sahirju. Zmagal je Lewis Hamilton, Mercedes, drugo mesto je osvojil Max Verstappen, Red Bull Racing-Honda, tretje pa Valtteri Bottas, Mercedes.

## Rezultati

### Kvalifikacije
| Poz  | Št | Dirkač             | Konstruktor               | 1. del   | 2. del   | 3. del   | Št. m. |
| ---- | -- | ------------------ | ------------------------- | -------- | -------- | -------- | ------ |
| 1    | 33 | Max Verstappen     | Red Bull Racing-Honda     | 1:30,499 | 1:30,318 | 1:28,997 | 1      |
| 2    | 44 | Lewis Hamilton     | Mercedes                  | 1:30,617 | 1:30,085 | 1:29,385 | 2      |
| 3    | 77 | Valtteri Bottas    | Mercedes                  | 1:31,200 | 1:30,186 | 1:29,586 | 3      |
| 4    | 16 | Charles Leclerc    | Ferrari                   | 1:30,691 | 1:30,010 | 1:29,678 | 4      |
| 5    | 10 | Pierre Gasly       | AlphaTauri-Honda          | 1:30,848 | 1:30,513 | 1:29,809 | 5      |
| 6    | 3  | Daniel Ricciardo   | McLaren-Mercedes          | 1:30,795 | 1:30,222 | 1:29,927 | 6      |
| 7    | 4  | Lando Norris       | McLaren-Mercedes          | 1:30,902 | 1:30,099 | 1:29,974 | 7      |
| 8    | 55 | Carlos Sainz Jr.   | Ferrari                   | 1:31,653 | 1:30,009 | 1:30,215 | 8      |
| 9    | 14 | Fernando Alonso    | Alpine-Renault            | 1:30,863 | 1:30,595 | 1:30,249 | 9      |
| 10   | 18 | Lance Stroll       | Aston Martin-Mercedes     | 1:31,261 | 1:30,624 | 1:30,601 | 10     |
| 11   | 11 | Sergio Pérez       | Red Bull Racing-Honda     | 1:31,165 | 1:30,659 |          | PL     |
| 12   | 99 | Antonio Giovinazzi | Alfa Romeo Racing-Ferrari | 1:30,998 | 1:30,708 |          | 12     |
| 13   | 22 | Juki Cunoda        | AlphaTauri-Honda          | 1:30,607 | 1:31,203 |          | 13     |
| 14   | 7  | Kimi Räikkönen     | Alfa Romeo Racing-Ferrari | 1:31,547 | 1:31,238 |          | 14     |
| 15   | 63 | George Russell     | Williams-Mercedes         | 1:31,316 | 1:33,430 |          | 15     |
| 16   | 31 | Esteban Ocon       | Alpine-Renault            | 1:31,724 |          |          | 16     |
| 17   | 6  | Nicholas Latifi    | Williams-Mercedes         | 1:31,936 |          |          | 17     |
| 18   | 5  | Sebastian Vettel   | Aston Martin-Mercedes     | 1:32,056 |          |          | 20     |
| 19   | 47 | Mick Schumacher    | Haas-Ferrari              | 1:32,449 |          |          | 18     |
| 20   | 9  | Nikita Mazepin     | Haas-Ferrari              | 1:33,273 |          |          | 19     |
| Vir: |    |                    |                           |          |          |          |        |

### Dirka
| Poz  | Št | Dirkač             | Konstruktor               | Krogi | Čas/Odstop  | Št. m. | Toč |
| ---- | -- | ------------------ | ------------------------- | ----- | ----------- | ------ | --- |
| 1    | 44 | Lewis Hamilton     | Mercedes                  | 56    | 1:32:03,897 | 2      | 25  |
| 2    | 33 | Max Verstappen     | Red Bull Racing-Honda     | 56    | +0,745      | 1      | 18  |
| 3    | 77 | Valtteri Bottas    | Mercedes                  | 56    | +37,383     | 3      | 16  |
| 4    | 4  | Lando Norris       | McLaren-Mercedes          | 56    | +46,466     | 7      | 12  |
| 5    | 11 | Sergio Pérez       | Red Bull Racing-Honda     | 56    | +52,047     | PL     | 10  |
| 6    | 16 | Charles Leclerc    | Ferrari                   | 56    | +59,090     | 4      | 8   |
| 7    | 3  | Daniel Ricciardo   | McLaren-Mercedes          | 56    | +1:06,004   | 6      | 6   |
| 8    | 55 | Carlos Sainz Jr.   | Ferrari                   | 56    | +1:07,100   | 8      | 4   |
| 9    | 22 | Juki Cunoda        | AlphaTauri-Honda          | 56    | +1:25,692   | 13     | 2   |
| 10   | 18 | Lance Stroll       | Aston Martin-Mercedes     | 56    | +1:26,713   | 10     | 1   |
| 11   | 7  | Kimi Räikkönen     | Alfa Romeo Racing-Ferrari | 56    | +1:28,864   | 14     |     |
| 12   | 99 | Antonio Giovinazzi | Alfa Romeo Racing-Ferrari | 55    | +1 krog     | 12     |     |
| 13   | 31 | Esteban Ocon       | Alpine-Renault            | 55    | +1 krog     | 16     |     |
| 14   | 63 | George Russell     | Williams-Mercedes         | 55    | +1 krog     | 15     |     |
| 15   | 5  | Sebastian Vettel   | Aston Martin-Mercedes     | 55    | +1 krog     | 20     |     |
| 16   | 47 | Mick Schumacher    | Haas-Ferrari              | 55    | +1 krog     | 18     |     |
| 17   | 10 | Pierre Gasly       | AlphaTauri-Honda          | 52    | Trčenje     | 5      |     |
| 18   | 6  | Nicholas Latifi    | Williams-Mercedes         | 51    | Turbo       | 17     |     |
| Ods  | 14 | Fernando Alonso    | Alpine-Renault            | 32    | Zavore      | 9      |     |
| Ods  | 9  | Nikita Mazepin     | Haas-Ferrari              | 0     | Trčenje     | 19     |     |
| Vir: |    |                    |                           |       |             |        |     |